# Datentechnik
Datentechnik ist die Bezeichnung für einen Unterrichtsgegenstand, der sich mit der Verarbeitung von elektronischen Daten befasst.
Neben dieser an manchen Technischen Lehranstalten verwendeten Bezeichnung gilt der Begriff im Allgemeinen als Synonym für Informationstechnik. 

## Gegenstand an EDV(O)-HTLs
Die Angewandte Datentechnik (ADAT) ist ein Gegenstand an österreichischen EDV-HTLs. Dieser Gegenstand befasst sich mit:
- ab dem 3. Jahrgang mit DML, DDL, DCL, PL/SQL und das Designen von ERDs
- ab dem 4. Jahrgang mit Oracle Forms, XML, JDBC, ODBC
- ab dem 5. Jahrgang mit Data Warehouse, Datenbankarchitektur und Datenbanktuning

Ein herkömmliches EDV-System verwendet die oben erwähnten Technologien, welche sich mit der Verwaltung (speichern, bearbeiten und auslesen) von Daten und Informationen beschäftigen.

## Industrietechnologe Datentechnik/Automatisierung
Der Industrietechnologe Datentechnik/Automatisierung arbeitet als gleichberechtigter Partner mit Ingenieuren, Informatikern und Naturwissenschaftlern zusammen. Sein Einsatzbereich erstreckt sich über den gesamten Produktlebenszyklus (Entwicklung, Vertrieb, Planung, Projektierung, Inbetriebnahme, Wartung) von hochwertigen Industrieanlagen, Kraftwerken sowie medizintechnischen und verkehrstechnischen Systemen.
Die zweijährige Ausbildung enthält eine Reihe von Informatik-Themen (Technische Informatik, Software-Entwicklung, Betriebssysteme, Internetprogrammierung, Datenbanken, Microcomputertechnik) sowie Themengebiete der Automatisierungstechnik und ist geprägt durch hohe Praxisanteile.